# Roncoferraro
Roncoferraro (lombardul: Roncafrèr) település Olaszországban, Lombardia régióban, Mantova megyében. Lakosainak száma 6826 fő (2023. január 1.). Roncoferraro Bigarello, Castel d’Ario, Mantova, San Giorgio Bigarello, Villimpenta, Bagnolo San Vito és Sustinente községekkel határos.

## Népesség
A település lakossága az elmúlt években az alábbi módon változott:
| Lakosok száma | 7053 | 6982 | 6826 |
|               | 2017 | 2018 | 2023 |